# Central Obrera Boliviana
La Central Obrera Boliviana (COB) és la central sindical principal de Bolívia. Representa tots els sectors laborals: obrers, camperols, professionals, treballadors assalariats i per compte propi, del camp i la ciutat, com també estudiants i amplis sectors populars.

## Història
La COB va ser fundada el 17 d'abril de 1952 en el marc de la Revolució del 9 d'abril de 1952 i ha tingut relacions combatives amb tots els governs bolivians des dels anys 1950. La COB dona suport a la nacionalització dels recursos naturals i va participar en les protestes contra la privatització del proveïment de l'aigua municipal el 2000 a Cochabamba.
La COB ha tingut cinc líders històrics que van emergir de la Federació Sindical de Treballadors Miners de Bolívia i van marcar el moviment sindical bolivià: Juan Lechin Oquendo, Simón Reyes, Víctor López Arias, Edgar «Huracàn» Ramírez i Oscar Salas.
El 2013 el sindicat va confrontar-se amb el president Evo Morales per la reforma de les pensions. El juliol de 2017, la COB va encapçalar una multitudinària marxa que va unir les ciutats d'El Alto i La Paz, però va fracassar en la seva convocatòria d'una aturada de 24 hores contra la pujada d'un 3% de la tarifa de la llum decretada pel Govern i la decisió judicial que impedeix els metges fer vaga.
El novembre de 2017, la COB va anunciar que no donaria suport a les marxes per la reelecció d'Evo Morales. El seu líder, Guido Mitma, va assenyalar que «la COB està exigint respecte a la Constitució i respecte al vot ciutadà», indicant que «la repostulació d'Evo Morales és una traïció als bolivians».
El febrer de 2018 es va celebrar el XVII Congrés Nacional de la COB en el qual va ser triat Juan Carlos Huarachi com a Secretari Executiu, substituint el miner Guido Mitma. El maig de 2019, Evo Morales va encapçalar la marxa a Cochabamba de la Central Obrera Boliviana en el Dia del Treball.

### Crisi a Bolívia de novembre 2019
El 7 de novembre, el Secretari General de l'organització, Juan Carlos Huarachi, va fer una crida a la ciutat d'El Alto per a fer front als qui exigeixen la renúncia del president Evo Morales: «El símbol de lluita és El Alto, avui tenim una nova responsabilitat, no podem estar mirant mentre hi ha morts a Cochabamba i a Santa Cruz, fent agenollar les dones gremials, què està passant companys?», va qüestionar.
El 10 de novembre de 2019, després de l'augment de la tensió per les protestes al país des del 20 d'octubre, data de la celebració d'eleccions, va demanar al president Evo Morales «renunciar, si és necessari» assenyalant que el president havia de reflexionar davant la petició del poble: «El poble està clamant. Per això demanem al president que reflexioni. Si és pel bé del país, si és per la salut del país, que renunciï el nostre president». Juan Carlos Huarachi va fer també una crida a la reflexió del poble bolivià i als dirigents de tots els sectors per a «convocar a la pacificació del país».
El 12 de novembre va realitzar un pronunciament advertint la declaració d'una vaga general indefinida i mobilitzacions fins a la ciutat de La Paz en 24 hores «per a restaurar l'ordre al país, després del cop d'estat contra el president Evo Morales».

## Organització interna
Si bé ja existia la Confederació Sindical de Treballadors de Bolívia (CSTB), afiliada a la Confederació de Treballadors d'Amèrica Llatina (CTAL), mai no havia arribat a tenir un poder real de convocatòria entre la classe treballadora. El 1952, després del triomf dels treballadors sobre l'exèrcit, es va convocar una assemblea de miners que es va realitzar sota la conducció del seu secretari executiu, Juan Lechin Oquendo.

## Posicions
El seu primer document d'orientació ideològica proclamava la lluita per la nacionalització de les mines, els ferrocarrils i la reforma agrària, declarava la independència política de la COB a nivell nacional i internacional i demanava al govern la derogació de les lleis antiobreres.

## Evolució
La COB és molt diferent d'un sindicat clàssic. En ella s'organitzen no només miners i obrers fabrils, sinó també els estudiants i amplis sectors populars com els camperols. En l'actualitat, la Central Obrera Boliviana ha tingut grans canvis per a la conformació de les regionals departamentals, afegint a la seva massa sindical altres sectors i sindicats que estan en plena dependència de la Llei General del Treball que regeix tota la nació.

## Organitzacions afiliades
La Central Obrera Boliviana té més de 60 organitzacions afiliades, organitzades en Centrals Obreres Departamentals (CODes) i Centrals Obreres Regionals (CORes). Entre les quals destaquen:
- Federació Sindical de Treballadors Miners de Bolívia
- Confederació Nacional de Dones Camperoles Indígenes Originàries de Bolívia - Bartolina Sisa
- Confederació Sindical Única de Treballadors Camperols de Bolívia
- Confederació de Comunitats Interculturals de Bolívia (CSCIB)
- Federació Sindical de Treballadors Petroliers de Bolívia
- Federació Sindical de Treballadors Municipals de Bolívia
- Confederació de Mestres Rurals de Bolívia
- Confederació de Mestres Urbans de Bolívia
- Federació Sindical de Treballadors en Construcció de Bolívia
- Confederació Sindical de Treballadors Ferroviaris de Bolívia
- Confederació General de Treballadors Fabrils de Bolívia
- Federació Nacional de Treballadors Universitaris de Bolívia
- Federació Sindical de Treballadors d'Entel Bolívia (FESENTEL)

## Secretaris Executius
- Juan Lechin Oquendo (1952-1987)
- Simón Reyes (1987-1988)
- Víctor López Arias (1989)
- Felipe Machaca
- Guido Mitma (2016-2018)[10]
- Juan Carlos Huarachi (febrer 2018-present)[4]

## Relacions internacionals
La COB està afiliada a la Federació Sindical Mundial.